# Sewukan
Sewukan is een bestuurslaag in het regentschap Magelang van de provincie Midden-Java, Indonesië. Sewukan telt 2329 inwoners (volkstelling 2010).